# Komuna e Çepanit
Komuna e Çepanit är en kommundel tidigare kommun i Albanien.   Den ligger i prefekturen Qarku i Beratit, i den södra delen av landet, 110 km söder om huvudstaden Tirana.
Trakten runt Komuna e Çepanit består till största delen av jordbruksmark.  Runt Komuna e Çepanit är det ganska glesbefolkat, med 24 invånare per kvadratkilometer.